# Liste des karsts et zones karstiques des Alpes dinariques
 (septembre 2018).
Si vous disposez d'ouvrages ou d'articles de référence ou si vous connaissez des sites web de qualité traitant du thème abordé ici, merci de compléter l'article en donnant les références utiles à sa vérifiabilité et en les liant à la section « Notes et références ».

## Holokarst dinarique

### Zones karstiques de la Ceinture nord-orientale des Alpes dinariques
- Tara et Zvijezda (canyon de la Drina)
- Gorjanci/Žumberak, Konjuh, Javornik, DevetakGolija, Valjevo, Petrova gora, Kozara, Majevica, Cer...

### Alpes dinariques maritimes

#### Alpes dinariques maritimes septentrionales
- Carso :
  - Golfe de Trieste : Baie de Piran, Grotta Gigante
  - poljé de Cerknica (Lac de Cerknica)
  - Grottes de Škocjan (Gorges de la Reka)
  - Grotte de Postojna :  perte de la Pivka (alimentant la Ljubljanica)
  - Grotte de Križna, exsurgence de la Reka
- Baie de Kvarner, Učka et Čičarija

#### Dalmatie et Herzégovine maritime
- Mosor (Parc national de Krka)
- Bouches de Kotor, Makarska riviera, Pelješac et îles de Croatie
- Svilaja, Biokovo, Sniježnica...

#### Monténégro maritime et central
- Orjen, Bijela gora, Mont Lovćen, Lac de Skadar...

### Zones karstiques des Hautes-Alpes dinariques

#### Hauts-plateaux entre Slovénie et Croatie
- Snežnik-Risnjak (Parc national de Risnjak), Velika Kapela...

#### Montagnes de la Lika et du Gorski Kotar
- Massif de Velebit et Parc national de Paklenica)
- Mala Kapela (Parc national des lacs de Plitvice)
- Corbavie, Lička Plješivica...

#### Chaînes centrales entre Bosnie et Dalmatie
- Dinara (cascades de la Krčić)
- Šator, Cincar, Klekovača, Raduša...

#### Haute-Herzégovine
- Jahorina (canyon de la Drina)
- Čvrsnica et Prenj (Vjetrenica, vallée de la Trebišnjica, Canyons de la Neretva, Gorges de la Buna...)

#### Bosnie-Herzégovine centrale
- Vranica (Gorges de la Vrbas)
- Zelengora, Maglić, Bioč et Volujak (Parc national de Sutjeska)
- Bjelašnica, Igman, Visočica, Vlasulja, Vlašić...

#### Hauts-plateaux et montagnes entre Monténégro, Serbie-Kosovo, Albanie et Macédoine
- Kovač planina (canyon de la Drina)
- Zlatar (Gorges de la Lim)
- Durmitor (Canyon de la Tara)
- Prekornica et Monts Morača (Gorges de la Morača)
- Pešter, Komovi, Bjelasica, Sinjajevina, Vojnik, Ljubišnja, Visitor, Monts Kučka krajina, Prokletije, Monts Šar...